# Dorfkirche Rödern

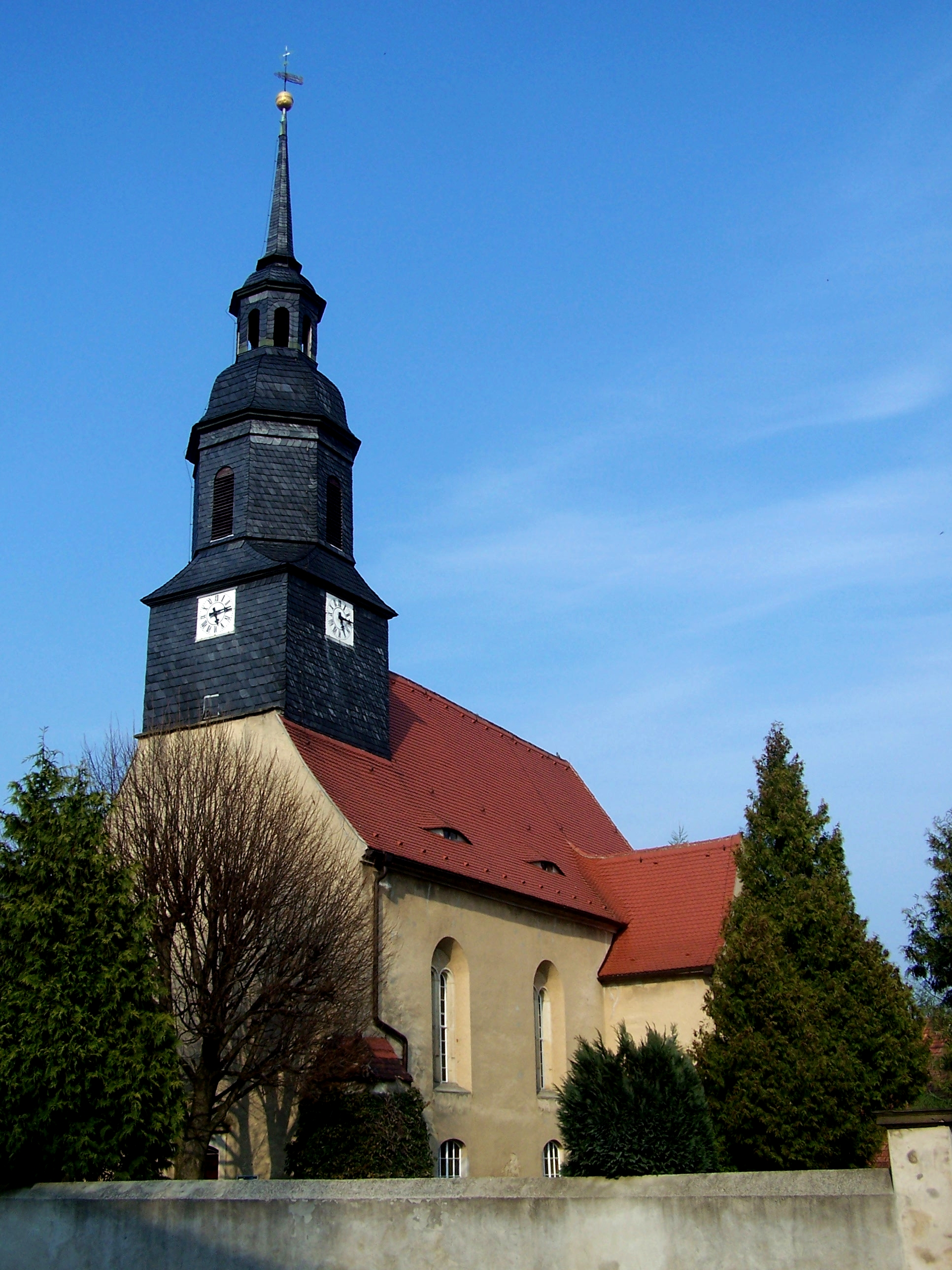
Dorfkirche Rödern

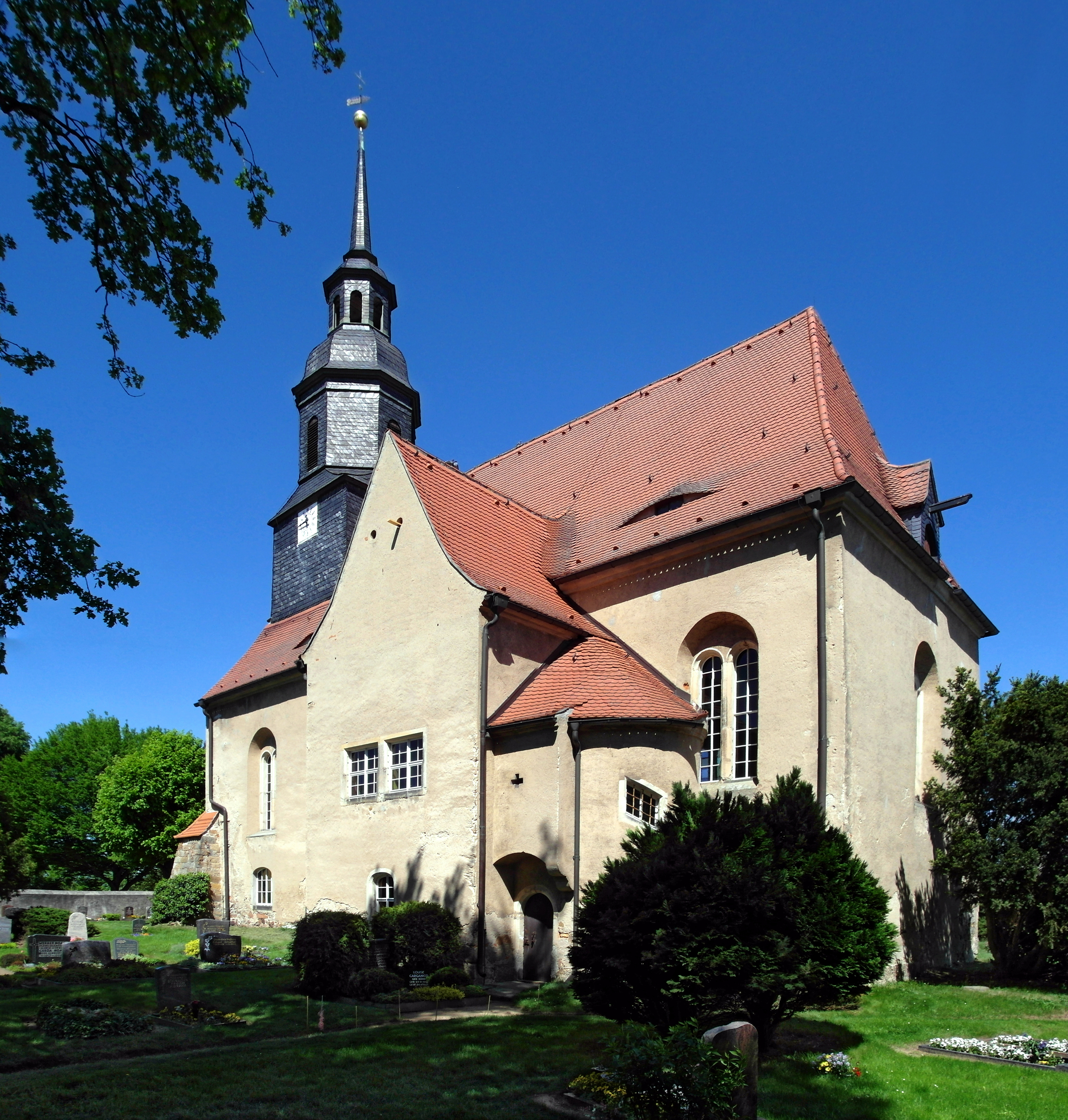
Südostansicht

Die evangelische Dorfkirche Rödern ist eine barocke Saalkirche im Ortsteil Rödern von Ebersbach im Landkreis Meißen in Sachsen. Sie gehört zur Kirchengemeinde Radeburg im Kirchenbezirk Großenhain der Evangelisch-Lutherischen Landeskirche Sachsens.

## Geschichte und Architektur
Die Dorfkirche Rödern ist eine einheitlich nach 1650 errichtete Saalkirche. Das schlichte Bauwerk mit an der Ostseite abgewalmtem Satteldach wird im Westen von einem stattlichen Dachreiter mit Haube, Laterne und hoher Spitze bekrönt. An der Südseite befindet sich ein Vorbau, in dem Sakristei und Betstube untergebracht sind, daneben der Treppenturm. Die rundbogigen Fenster stammen von einer Erneuerung 1862. Das Innere ist flachgedeckt, die Sakristei und die darüberliegende Betstube sind kreuzgratgewölbt. Im Jahr 1862 wurden Emporen eingebaut.

## Ausstattung
Der nachträglich zum Kanzelaltar umgebaute Altar zeigt einen Aufsatz vom Ende des 17. Jahrhunderts mit Schnitzfiguren der Apostel Petrus und Paulus neben korinthischen Säulen, die ehemals das Mittelbild flankierten. Über der Bekrönung, einem gesprengten Giebel, befindet sich eine Darstellung des Salvator mundi. Alle Figuren sind etwa lebensgroß. Die Kanzel selbst stammt aus der Mitte des 17. Jahrhunderts und wurde erst 1817 in den Altaraufbau eingefügt. Die Brüstungsfelder mit Reliefdarstellungen der Evangelisten sind unter Arkadenbögen angeordnet.
Im Chor sind einige Grabdenkmäler aufgestellt, die nach dem Dehio-Handbuch von „herausragender Qualität“ sind.
Beachtlich ist vor allem das Grabdenkmal des Heinrich von Beschwitz († 1541) und dessen Frau Katharina († 1537), das von Stephan Hermsdorf gearbeitet wurde. Die beiden Figuren stehen in Rundbogenarkaden, der Mann gerüstet und nach seiner Linken gewendet, die Frau frontal, in einem noch spätgotisch erscheinenden Gewand und mit überkreuzten Händen. Der Schleier vor ihrem Mund fällt bis zum Boden.
Als „von herausragender Qualität“ wird auch das Denkmal für Christoph von Beschwitz († 1540) gewürdigt, das Christoph Walther I zugeschrieben wird. Der Grabstein im Hochrelief zeigt den Verstorbenen betend in Rüstung und Waffenrock. Das Gesicht ist ausdrucksvoll dargestellt.
Aus dem 16. Jahrhundert stammt auch das Holzepitaph des Paul Gröbel († 1594) an der Südwand der Kirche. Hervorzuheben ist vor allem der klare architektonische Aufbau. Im Zentrum befindet sich die gemalte Darstellung der Auferstehung Christi von Heinrich Göding, flankiert von ionischen Säulen. In der Predella ist die Familie des Verstorbenen gemalt.
Zwei holzgeschnitzte Epitaphien im Knorpelstil mit den Wappen der Verstorbenen von 1662 und 1681 befinden sich an der Nordwand des Saales.
Die Orgel ist ein Werk von Jehmlich aus dem Jahr 1936 mit Freipfeifenprospekt.
In der Sakristei ist ein grün glasierter Ofen von 1660 erhalten, der mit Putten und Lambrequins verziert ist.

## Umgebung
Die Einfriedungsmauer des Kirchhofs ist aus Bruchstein gemauert und zum Teil verputzt.
Das Kriegerdenkmal besteht aus einer grob behauenen Granitstele mit polierter Schauseite, im oberen Abschluss befindet sich das Eiserne Kreuz, darunter die Inschrift „1914–1918“ und die Namen der Toten; es hat eine eigene kleine Einfriedung durch Granitsteine mit Bepflanzung.